# Psilalcis rantaizana
Psilalcis rantaizana là một loài bướm đêm trong họ Geometridae.